# TWIN SIGNAL
『TWIN SIGNAL』（ツインシグナル）は、大清水さちによる日本の漫画、およびそれを原作としたOVA、小説、ドラマCD。『月刊少年ガンガン』ならびに『月刊Gファンタジー』（共にエニックス刊）にて1992年12月号から2001年12月号まで連載された。
2019年よりメディバンが運営するARTstreetにて続編の『TWIN SIGNAL Biennial』が連載中。

## 概要
最初は読み切り作品として『月刊少年ガンガン』増刊号の『フレッシュガンガン』に掲載された。それが好評であったため、『月刊少年ガンガン』で連載が開始された。2000年10月号から掲載誌を『月刊Gファンタジー』へと変更。その際に『TWIN SIGNAL A-ナンバーズ抹殺計画』へと改題している。全123話、単行本全19巻、文庫版全11巻。文庫版は朝日ソノラマから出版。
また、外伝として『月刊ガンガンWING』に連載された『呪われし電脳神（MOIRA）TWIN SIGNAL外伝』（エニックス（現:スクウェア・エニックス）刊）がある。こちらは単行本全2巻。
大清水さちの本格デビュー作。最新型のヒューマンフォームロボット（以下、HFR）シグナルを中心とした物語。初期はロボットと人との触れあいをギャグタッチで描いていたが、徐々に路線を変更、中期から後期にかけては、人間社会の視点から見たロボット論、更には人型ロボットの存在の是非までを描いた。
また1996年にはOVA化もされた。

## あらすじ

### トッカリタウン編
日本の片田舎、トッカリタウンの祖父宅に引っ越してきた小学生の音井信彦は、祖父でありHFR製作の世界的権威でもある音井信之介から、最新のHFRシグナルを兄としてプログラムすると約束してもらう。シグナルは他のロボットとは違い、金属状からゴム状や光ファイバー状にまで変化できる、MIRAと呼ばれる特殊金属が使用された世界初のロボットである。しかし初回起動時の事故によりプログラムが暴走した結果、信彦のくしゃみに反応して、身長数十cmの幼児（通称ちび）と本来の姿とに交互に変形するようになってしまう。かくして誕生したシグナルと信彦達は、一癖も二癖もある住人達に囲まれては、しばしばパニックに巻き込まれる賑やかな毎日を送る。

### リュケイオン編
シグナルは人間そっくりのHFRだが、そのようなロボットは世界にも数体しか存在せず、その全てはシンクタンク・アトランダムと呼ばれる研究機関によって製作・管理されている。シンクタンク・アトランダムの製作したロボットは「A-ナンバーズ（アトランダム・ナンバーズ）」と呼ばれ、シグナルはその最新型【A-S SIGNAL】である。シンクタンク・アトランダムなどが主催するロボット博覧会に参加するため、海上都市リュケイオンへ向かったシグナルたちだが、そこにはかつて未完成のまま封印されたはずのロボット【A-A ATRANDOM】が、自分を封印した科学者への復讐を企てていた。ここで今までの話では扱われなかった人とロボットの関係の問題が扱われる。シグナルたちは感じてこなかった「道具扱い」をされてきた【A-K KARMA】の葛藤と彼を救う音井正信の関係が話に大きく関わってくる。

### オラクル編
トッカリタウンに戻り、束の間の休息を楽しむ信彦とシグナル達。しかし、研究機関専用上位ネット＜ORACLE（オラクル）＞に異常事態が発生。シグナルは兄機のオラトリオらと共に、謎の不法侵入者を倒すべく、初めての電脳空間へダイブ・インする。

### シンクタンク・アトランダム編
突然知らされた頭脳集団アトランダム総帥・Dr.クエーサーの訃報。信彦たちはシンガポールにあるシンクタンク・アトランダムの総本部へと向かう。そして勢ぞろいとなった「A-ナンバーズ」たち。しかし、その裏ではDr.クエーサーの遺したHFRである【A-Q QUANTUM】が密かな暗躍を続けていた。Dr.クエーサーの遺志の下に行動していると語る彼らの狙いとは何か。謎は深まり戦いは激化していく。そして【A-Q QUANTUM】が他のA-ナンバーズに敵意をむき出し破壊へと動いた時、Dr.クエーサーの考えの一部が明かされる。

### A-ナンバーズ抹殺計画編（完結編）
「HFRは人間に制御不可能な危険な存在。よって全てを無に帰すべし」Dr.クエーサーの意図はシンクタンク・アトランダムの存在意義そのものを根底から覆すものだった。シンクタンク・アトランダムはHFRをDr.クエーサーおよび【A-Q QUANTUM】から守るため、全A-ナンバーズの計画停止・機体およびプログラムの完全封印を決定する。しかしシグナルは封印される事を拒み、信彦も祖父母・両親を含めたシンクタンク・アトランダムの科学者たちを勝手だと非難する。2人はそれぞれに画策し＜ORACLE＞の協力を得てシンクタンク・アトランダムから脱走。仲間たちとともに全てを解決するためにシンクタンクの追っ手を警戒しながらクアラ・ルンプールへと向かいクエーサー一味と最後の戦いに臨む。【A-Q QUANTUM】の本拠地では、Dr.クエーサー製作のHFRクオータによって、Dr.クエーサーの脳をMIRA製のHFRボディに移植するという計画が行われていた。これを完成に導くべく、MIRAを扱える看護ロボットであるエララが攫われる。シグナルより奪われたSIRIUSは、起動エネルギー確保のためそのボディに組み込まれた。A-ナンバーズ抹殺計画は、ヒトに似た、だが人ではないHFRとは何か、HFRの存在意義とは？というDr.クエーサーの疑問から始まっており、重い病に侵されたDr.クエーサーは寿命が残り少ないことを悟り、クオータに「A-ナンバーズと闘え」「そして全て破壊せよ」という命令を出していた。クオータはその命令を忠実に実行し、他のQシリーズも使ってA-ナンバーズとの戦闘を繰り返していた。Dr.クエーサーはこの一連の流れを「ゲーム」とも呼んでおり、どちらが勝っても負けてもいいとしていた。決着がつくまでには時間がかかるが、なんとかしてDr.クエーサーに勝負の結果を見せたいと考えたクオータは、Dr.の寿命が尽きるその前にと、Dr.の脳のHFRへの移植を計画実行した（Dr.クエーサーが直接命令したわけではなく、クオータが勝手に立案し、聞かされたクエーサーがそれを受け入れた形）。この移植計画はクオータと本人であるDr.クエーサーだけが知っており、他のクオンタムシリーズには知らされていなかった。Dr.クエーサーの部屋に突入したシグナル、コード、パルスはクオータと戦闘の末、HFRボディに移されたDr.クエーサーと対面。ただし、やはり生身の人間の脳とHFRの接続には無理があるようで、本人曰く「そう長くない」状態。Dr.クエーサーは生死をかけたゲームと称してボディのSIRIUSを暴走させる。あたり一帯を破壊するエネルギーを持ったSIRIUSの暴走を止められるのは本来の持ち主である自分だけだと、シグナルは暴走の制御に向かう。シグナルは大破の末にSIRIUSの制御に成功し、周辺の被害は最小限に留まった。シグナルはSIRIUSとともに元通り修理され、平和な日常が戻ってきた。

## 登場人物
声優はドラマCD版。

### A-ナンバーズ
デザインの多くはアシスタントの白石琴似によるもの。
【A-S SIGNAL】シグナル
製作者＝音井信之助
最新の戦闘型HFRであり、最新（末弟）の音井ブランド。MIRAやSIRIUSといった最新技術が導入され、その性能は未知数。ただし初回起動時の事故で、特定の音声によって身長数十cmの幼児に変形するバグが発生。
本編の主人公。青年シグナルとちびシグナルに別れる。
【TWIN SIGNAL】ではロボットはある程度の飲食能力を持つのが常識なのか定かではないが、少なくとも【A-S SIGNAL】シグナルはチョコレートや紅茶や酒など摂取した食物を吸収できる。
シグナル（青年シグナル）
声 - 結城比呂
シグナルの通常体でA-ナンバーズとして登録されている形態であり、人格プログラム。格闘好きで結構短絡的（＝裏表の無いバカ正直）である。信彦の「兄」であるため、基本的に子供には優しい。また、女性が相手だと（たとえロボットでも）攻撃することを躊躇う、オバケが怖い（泣いて逃げ出すほど嫌う）など、ロボットらしくない思考も持っている。
「オバケ嫌い」は、トッカリタウン編の当初はギャグの一環と思われていたが、オラクル編で「まだ未完成プログラムの時点で外の電脳空間（オープン・スペース）に出てしまって、コンピューターウイルスに追いかけられたことがある」ことに起因するのではと推測された。
ちびシグナル
声 - 大谷育江
通称「ちび」。信彦のくしゃみで出現するシグナルの幼児化形態。
信彦からもらったチョコがとても気に入り、大好きになる。こちらのシグナルもエララのことが好き。
チョコレートを食べ過ぎると吸収処理能力を超えてバグを起こし、目つきとガラが悪くなる。
当初は3歳児（精神年齢だが公式設定）らしく無邪気な性格をしてきたが、SIRIUSを奪われたことを契機にシグナルよりも大人な態度に加え、酔っ払い状態（コピちび）と同じ目つきに腹黒っぽいのを見せてきた。
当初はバグと思われていたが、実はSIRIUSとMIRAが組み合わさる事で出現した、現時点における身体構成素材の最安定状態の顕現である。
シグナルは「プログラム」であり、ちびは「体素材」である。そのため「シグナルが経験したこと」は「体が経験した事」と同じであるためちびも同様のことを記憶している。しかし「ちびが経験した事」は「プログラム（シグナル）が経験した事」ではないため、シグナルはちびの記憶を持つことができない。
初期の頃はこのバグについて音井教授よりバグの『原因』たるプログラムとその解決方法の存在が発見されていたが、このプログラムバグについてはその後の詳しい詳細は無い（詳しくはバグちび参照）。
【A-A ATRANDOM】アトランダム
声 - 小杉十郎太
製作者＝初期アトランダム技術者による合同製作（精神及びボディVer 1.0）・Dr.クエーサー（ボディVer 2.0）
シンクタンク・アトランダムが初めて製作したロボット。凄まじいパワーを持ちつつも著しいバランスの欠陥により暴走を繰り返し、音井信之介によって封印される。後に封印を解き、MIRA製のボディに換装。この為正確には＜【A-A ATRANDOM】（Ver 2.0）＞となる。
自らを封印した科学者への復讐心をDr.クエーサーに利用され、【AE1-β EUROPA】ユーロパと共に彼の計画に利用される。Dr.クエーサーに与えられたロボット洗脳プログラムで【A-K KARMA】カルマを洗脳。海上都市リュケイオンを乗っ取り、【A-S SIGNAL】シグナルのMIRAを奪ってボディ換装。しかしそのMIRAが記憶していた変身コード（信彦のくしゃみ）に反応して機能不全を呼ぶ事を知るや否や信彦の抹殺まで画策した。
最終的にクエーサーに「トカゲの尻尾切り」をされて爆破されるところをユーロパに助けられる。その後MIRA製ボディとアトランダムのプログラムのバランスの完全両立が確認され、Dr.カシオペアの下でユーロパと共に暮らす事になる。
作中で描かれなかったが、電脳空間に入る機能を有している。しかし初期のプログラムのため、その能力は後発のA-ナンバーズには及ばない。
【A-B BUNDLE】バンドル
製作者＝Dr.クエーサー
A-Cの補助を前提として製作されたが、身体制御プログラムが安定せず廃棄処分に。
しかしプログラム消去に失敗。その残骸がパートナーである【A-C CODE】コードに惹かれ移動。その足跡がハッカーたちの道標となってしまったため、自らのいるカシオペア博士の空間を守るために、コード自身の手によって無に帰される。
【A-C CODE】コード
声 - 緒方恵美
製作者＝Dr.カシオペア
A-Bのサポートロボットとなる予定だったが、計画が頓挫したために先に製作されていた人格プログラムのみで電脳空間に存在していた。後に【A-S SIGNAL】シグナルのサポートロボットとして鳥型のMIRA製ボディを得る。なおこれは本人がそう希望した為で、元々は人間型の予定だった。
A-ナンバーズ中、最も実稼働時間が長く経験深いが同時に頑固で気難しい性格。さらに強烈なシスコン気質であるため、妹たちに手を出さんとする不届き者には容赦が無い。
電脳空間上では、最強の日本刀型攻撃プログラム「細雪（ささめゆき）」を所持。「細雪」の製作者は正信で、後にコード自身の手によって数度バージョンアップされている。細雪に触れたプログラムは跡形もなく霧散する。カシオペア・ラボ内に侵入しようとしたコンピュータウイルスを細雪で駆除した際に、うっかりその後ろにあった音井信之助のラボの障壁も切ってしまって、空いた穴からたまたま製作中のプログラムであったシグナルが脱走するという事態を発生させた張本人でもある。
Dr.カシオペアがプログラムを制作したため、同じくDr.カシオペアがプログラムを制作した【A-E EMOTION】エモーション及びそれを基に創られた【AE1-α ELARA】エララ、【AE1-β EUROPA】ユーロパの兄にあたり、Dr.カシオペアに引き取られたみのるのことも妹と見ている。
【A-D DISTANCE】ディスタンス
非HFR。一応の完成を見たものの、自立運動ができず、計画凍結。
【A-E EMOTION-ELEMENTAL-ELECTRO-ELECTRA】エモーション=エレメンタル=エレクトロ=エレクトラ
声 - 久川綾
製作者＝Dr.カシオペア（以降A-Eタイプは全て同一）
豊かな感情を持ったアトランダム初の女性型人格プログラム。名前のうち「エモーション」がプロジェクト名で「エレメンタル=エレクトロ」が製造理念で「エレクトラ」が固体名。非常に長い名前で書面と名乗り以外で呼ぶ者はほとんどいない。愛称は「エル」で、兄からは「エレクトラ」、その他からは「エモーション」と呼ばれる。
トラブルで開発前の未完成プログラムであったシグナルと出会い、一時期、彼の世話を焼いていた事があった（迷子になっていたのを帰したり、ウイルスに襲われかけているのを助けたり）。そのため「シグナルの育ての母」を自認しており、シグナル自身も自覚は無いがその意識がある。その頃はまだシグナルに「シグナル」の名は無かったため、彼女はシグナルのことをプロジェクトネームである＜A-S＞（エース）で呼んでいて、それは現在でも続いている。
一度覚えた事はかなり引きずる性格で、正信の事を幼い頃から変わらず「ちゃん」付けで呼んだりする。
エララ、ユーロパの姉でコードの最初の妹。コードと共に幼少期のみのると過ごした為彼女を妹と見ている。
【AE-1α ELARA】エララ
声 - 白鳥由里
看護専門ロボット。ユーロパと同等の性能を持ち、異なる環境への適応実験をする為に創られたHFR。A-ナンバーズ随一の器用さを持つ。
本編のヒロイン。シグナルの想い人。普段はトッカリタウンの廃遊園地「どりぃむらんど」で引き取られた先の義父と共に暮らす。元々はDr.カシオペアの知り合いでもあった義母の世話のためにトッカリタウンに来ていた。義母の死後、心の荒んだ義父を一人にできずに「どりぃむらんど」で暮らしていた。
リュケイオン編で音井信之介がリュケイオンに同行しなかったため、シグナルの整備を担当。この時のバージョンアップでMIRAの調整能力が付け加えられた。実質MIRAをきちんと正確に扱えるロボットは彼女一人である。
コード、エモーションの妹でユーロパの姉にあたるが、創られた際、すでにみのるは独立していたため、みのると姉妹という感覚は持たされていない。
デザインには白石琴似は関わっておらず、作者の大清水の独力による。
【AE-1β EUROPA】ユーロパ
声 - 山崎和佳奈
エララと同等の性能を持つ。2体ともエモーションを基に創られた。元々は同等の性能を持ったロボットが異なる環境で暮らした場合の変化を見るために作られたロボットだった。
Dr.クエーサーの下に預けられた際に「捨てられた」記憶を植えつけられ、姉であるエララを逆恨みする事になり、自らボディを改造アトランダムに手を貸した。後に誤解である事が判明して和解する。
ロボット工学の知識を持ち、その手の作業において助手的機能を果たせるようになった。その絡みでMIRAも扱えるがエララほどの扱いはできない。
リュケイオンでの騒動後、アトランダムと共に生みの親であるDr.カシオペアの元で暮らす。カシオペア家の近所では「新婚の娘さんがお婿さんと一緒に母の元へ帰ってきた」という噂が立っており、実質、彼女とアトランダムの生活はそれに近いもののようである。
コード、エモーション、エララの妹だが、エララと同じくみのると姉妹という感覚はない。
【A-F FLAT】フラット
身体と人格のバランスの両立を目指した。A-Hの完成によって計画凍結。
【A-G GEAR】ギア
製作者＝自主制作（ボディ）
限界を超えた性能に機体が耐え切れず自己崩壊した。
実際はネットワーク上から某国にて開発された特殊素材MOIRAを強奪し、自らの機体を生成。そのままの状態だと爆破する可能性がある事を危惧した幼き日の正信によってMOIRAを引き剥がすプログラムを流され、無理やり崩壊させられた。
電脳空間ではどこからか手に入れた攻撃プログラム「ラクリモーサ」を所持していた。
【A-H HARMONY】ハーモニー
声 - 坂本千夏
製作者＝音井信之介（メイン）・Dr.ハンプティ以下数名
30cmまで小型化した身長と反重力システムにより完成した、世界初のHFR。別称「はの0号」（後述）。
30年以上も稼動しているロボットのため経験豊富で、正信とは腐れ縁に近いものがある。性別はなく、外見は妖精のようである。一人称は「ボク」。
雑誌のキャラクター人気投票では男女両方に票が入っている。実際には男性型でも女性型でもない無性別型HFRであるため、男女別のある投票にエントリーされるのは適当ではない、という声もある。
電子頭脳はシンクタンク・アトランダム本部にあり（後述の警官ロボットともこの頭脳を共有している）、宇宙空間にある衛星を介してエネルギーを送られている。
【A-I INDEX】インデックス
シンクタンク・アトランダムでの大規模事故などにより未完成。
【A-J JOINT】ジョイント
同上。
【A-K KARMA】カルマ
声 - ：井上和彦
製作者＝現在のアトランダム技術者による合同製作
海上都市リュケイオンの市長として製作されたHFR。戦闘型ではないが非常に高スペック。
異例の長期プロジェクトであり、その製作には細心の注意が払われた。その最初期の通称は「アーク」。電脳空間ではリュケイオンと自身を守るため、敵意を持って近づく者を全て焼き尽くす強烈な防護壁を持ち「攻撃的守護者（オフェンシブ・ガーディアン）」とも呼ばれる。
一時期、音井家にて生活に関わる各種の作動テストが行われ、正信とは現在もなお兄弟のような関係にある（カルマが兄、正信が弟）。音井家に引き取られた時、音井教授はシンクタンクの爆発事故で妻を失い、ほとんど何も手につかない状態であったため、家事全般をカルマが引き受けざるを得ず、家事が非常に得意になり、料理はプロ級。他の特技としてDr.ハンプティに敏捷性テストの一環として教わったダーツなど。
外見上のモデルはとある美人女優。製作時に音井信之介が写真を参考に（知人からのリクエストを隣の男優と間違えて）デザインした事から。
リュケイオン編の騒動から、海上都市計画は延期され、A-Kプロジェクトは路線変更となる。以降のプロジェクトは「A-ナンバーズ統括」であり、情報管理局（ひいてはその局長である音井正信）の元でA-ナンバーズのリーダーとしてその様々な能力を振るう。
本来の製造目的であるリュケイオン統括は元々【A-A ATRANDOM】アトランダムが受け持つ予定であった為、その能力を継承した自分自身を「アトランダムの弟（のようなもの）」とは認識している。
外部デバイスを特殊言語で操作する「マシン・ボイス」を搭載。当初左目はスキャナー・アイだったがプロジェクトの路線変更により右目と同じものに換装されている。
【A-L LAVENDER】ラヴェンダー
製作者＝音井信之助
女性型HFR。女性高官専用のSPロボットとして公に活躍。戦闘型ではないが、仕事柄高い戦闘能力を有する。
音井信之介が初めて独力で創り上げたHFRであり、後に音井ブランドと呼ばれることとなるシリーズの長姉。物を掴むとすぐに捻り潰してしまい、また戦闘の際に周囲を破壊してでも相手を倒そうとするため「暁の破壊者」「戦うポーカーフェイス」などの異名を持つ。浮世離れした一面を見せることもある。また、むさ苦しい男の人間SPに守られるよりいいということで、女性要人達から人気がある。仁王立ちの似合う女性ロボット。
設定年齢は24歳で、「弟」であるオラトリオより年下である。これはA-Aナンバーズの中での兄弟姉妹は制作順に設定されている為である。
護衛対象の要人と共にニュースに出る事も多いため、世間での知名度はA-ナンバーズ中で1、2を争う。
作者の当初の設定では「優しいお姉さん」だったらしく、単行本3巻カバー下表紙のイラストでは写真の中で珍しく微笑んでいるものがある。
【A-M-1 MESSAGE】メッセージ
製作者＝Dr.ハンプティ
ロボットのボディとジェンダーの関係を研究するために製作されたHFR。
はじめはボディ・プログラムとも女性型として製作されたが、後にボディのみ男性型に変更された。そのためパット見オカマと見紛うような振舞いをする。
普段は製作者の子供の子守をしているらしい。情報に特化したタイプである事だが、登場そのものが少ないため詳細は不明。
【A-N Ni-hao】ニイハオ（你好）
製作者＝Dr.マリア
俊敏な機動を誇るHFR。後のロボットへの身体制御技術に功績を残す。
普段は帽子の中に髪の毛を収納しているためわからないが、女性型ロボット。女性型と知らなかったシグナルは彼女に挑まされた。
クイックとの戦闘で破壊され、ボディフレームが総入れ替えになるほどの重傷を負う。最終回で復帰。
【A-O ORATORIO】オラトリオ
声 - 松本保典
製作者＝音井信之助
表向きは情報処理専門のHFRであり、他の機体とは比べ物にならないほどの演算能力を持つ。
その実体は、情報管理ネット＜神託（ORACLE）＞を守る最高の守護プログラム＜聖譚曲（ORATORIO）＞であり、空間統御プログラムORACLE（オラクル）のスペアプログラムである。アトランダムナンバーでありながらその存在はオラクルと連結している為、他ナンバーと違い独立した存在となっている。
普段は軽薄な性格を見せているが、常に自分以外の誰か（コンピューターを扱える人間）は敵になる「かも」しれないという理念を持ち、オラクルに害をなすものに対しては容赦をしない。電脳空間上のハッカーにはオラトリオの姿が認識できない特別な存在「生まれながらの影（シャドウ・インスティンクティ）」であり、これを正確に認識する事が出来るのは、オラクルのみである（非公式で【A-Q QUANTUM-QUARTER】クオンタム＝クオータも該当）なお、これら事実は最重要極秘事項であり存在しない事実として扱われる類のものである。
音井ブランド長兄でラヴェンダーの弟にあたる。戦闘型ではないが、その機能・役割ゆえの情報量から最強を誇り、シグナルやパルスを片手間にあしらえる実力を持つ。ただし、戦闘を目的として制作されていないため、戦闘型に比べると排熱効率が悪く、全力で戦うと短期間で機能低下を招く。常に着込んでいるコートは、これら情報処理能力の高さによってボディ本体だけの排熱能力だけでは追いつかない為に追加された追加装備である。その他、杖型の情報中継器を持つ。
性格は明るく軽薄で、よく女性を口説いている。姉であり、格闘モーションの師でもあるラヴェンダーには弱い。
また、ロボットプロレスのチャンピオンを「秒殺」したという経歴を持ち、A-ナンバーズ（特に音井ブランド）の出場禁止の原因になった。
【A-P PULSE】パルス
声 - 子安武人
製作者＝音井親子による合同製作
シンクタンク・アトランダム初の戦闘型HFR。全身を炭素素材で組み上げている。
音井ブランド次兄。【A-L LAVENDER】による護衛ケースよりも高度かつ強力な格闘戦闘状態と、それに伴う自衛を想定して製作されたガードロボット。後に音井正信によってバージョンアップされたため、正式な名称は＜【A-P PULSE】（Ver. 2.0）＞となる。
Ver. 1では前髪を左右両側に垂らした青年で、19歳の正信がモデル。この頃にクリスと出会い、彼女がロボット工学者の道を歩むきっかけを作る。
Ver. 2では顔はほぼそのままで髪型はオールバック。音井正信によって開発された小型レーザー（両眼）および高周波ブレード（両腕）を装備。戦闘能力が大幅に向上させられる。両眼のレーザーの影響なのか、ロボットでありながら非常に近眼。コンタクトレンズを常用している。
後に梅ぼし博士（梅小路星麿）によって誘拐され、その際に「シグナル破壊」のプログラムをインストールされてしまう。しかし、シグナルとの戦いの果てに自らの力でこれを取り込み無力化。その代わり、プログラムにさまざまなバグが発生し、シグナルに対して破壊とはいかないまでも明らかな対抗意識が芽生えてしまう（これがパッチ差分となりえるかどうかは、ファンによって見方が異なるため保留する）。
【A-Q QUANTUM】クオンタム
製作者＝Dr.クエーサー
頭脳集団アトランダム総帥直結の特殊プロジェクト。一切の情報が非公開。
その実はDr.クエーサーによるA-ナンバーズ（より穿った見方をすれば音井ブランド）完全破壊のための封滅プロジェクト。自らの創造した音井ブランドのコピーHFRによる、オリジナルの破壊をプロジェクトの主軸としている。共に元となった音井ブランドの性格の一部を忠実に再現しており、それらが彼らの行動理念と結びついている。
【A-Q QUANTUM-QUARTER】クオンタム＝クオータ
声 - 家中宏
【A-O ORATORIO】オラトリオのコピーロボット。オラトリオの持つ守護者としての性質を深く反映しており、守るべき存在たるDr.クエーサーへ誰よりも従い、クエーサーの望みを完遂するために動く。【A-Q】プロジェクトの事実上の実行者で、さまざまな計画を立案し騒動を引き起こした。ある意味でシグナルたちの究極の敵の一人。
ボディのスペックはオリジナルのオラトリオと、電脳空間での機能はカルマと酷似している。
【A-Q QUANTUM-QUEEN】クオンタム＝クィーン
声 - 本井えみ
【A-P PULSE】パルス（Ver 1）のコピーロボット。戦闘型であり、なおかつ女性型のHFR。実質、A-ナンバーズで初の女性戦闘型HFRとも言える。パルスの持つ戦闘型としての誇りを持っているが、戦うことのみに喜びを見出す戦闘狂。パルスと違い、その戦いの是非はどうでもよく、とにかく自らの欲望のままに戦い、破壊する。
ボディのスペックはラヴェンダーと同程度であるが、実戦ではラヴェンダー相手に苦戦している。
反面可愛いものは大好き。
【A-Q QUANTUM-QUIET】クオンタム＝クワイエット
【A-L LAVENDER】ラヴェンダーのコピーロボット。ただし、男性型。一種、忍者のような風貌で常に口元を隠している。ラヴェンダーの持つSPとしての防衛的性質と、コード・エモーションらDr.カシオペア製ナンバー特有の繊細さを併せ持つ。
後述するクイックの教育担当者で、兄弟中では一番穏便な性格をしている。プログラムそのものはDr.カシオペアに監修されたため、他の【A-Q QUANTUM】クオンタムたちと違い、音井ブランドを含めた他者に対する敵意を持っておらず、できれば戦闘や戦い、相手の破壊を回避したいと考えている。
ボディのスペックはオリジナルのラヴェンダーを上回っている。なお、【A-A ATRANDOM】アトランダムの新たなるボディは彼の設計図を基に一部ヴァージョンアップされて制作された。
上記した様々な事柄が重なった結果、彼自身は【A-Q QUANTUM】クオンタム達の一員であるのだが、（プログラム的に）【A-C CODE】コードや【A-E EMOTION】エモーションらDr.カシオペア製兄妹の兄弟であり、（ボディ的に）アトランダムの兄、そしてクイックの真の製作者である。自らを鬼子＝取替えっ子と表現する事から、この事が彼自身の苦悩と葛藤となっている。
【A-R RAIDEN】雷電（ライデン）
声 - 大塚明夫
製作者＝Dr.コンスタンス＝サイン＝金
人命救助を目的とした、限りなく人型に近い非HFR。短時間なら飛行することができる。表情変化の無いマスクをしており、頭部があるという事なのだが、そちらは非公開扱いとなっている。
パワーはあるが器用ではないため、エララやユーロパのような医療の仕事には携われない。
【A-S SIGNAL】シグナル
冒頭参照。

### 人間

#### レギュラーメンバー
音井信彦（おとい のぶひこ）
声 - 松本梨香
本作の主人公の一人。小学5年生の元気な児童。信彦のくしゃみでシグナルは変形する。猫アレルギーのため、シグナルを変身させるために猫に触れてわざとくしゃみを起こすことがある。
両親に多少愚痴をこぼしつつも、多忙であることを子供ながらにきちんと理解しており、ほとんど我が儘を言わない、聞き分けのよい性格。そのため、母のみのるからは「聞き分けがよすぎて少し寂しい」と思われている。しかし、正信やみのるは親であるため「絶対に自分のところに帰ってくる」と思っているからであり、オラトリオが仕事のため、音井家を離れようとした際には、祖父の存在も忘れるほどに泣いて嫌がっていた。
非常に優秀な両親を持ちながら、勉強はあまり得意でなく、特に算数が苦手。だが、そのことへの劣等感はさほどない。
のけ者にされることを極端に嫌がると同時に、子供である自分を認めてくれる言動にはとても喜ぶ。肝がすわっており、パルスやアトランダムから殺されかけた経験があるにも関わらず、和解後の彼らのことは一切怖がらない。
シグナルを兄、ちびを弟として見ている。シグナルに敬称はつけず、呼び捨てているが、いざという時には「シグナルは俺の兄貴だもん」と宣言する。
また他のロボットたちも人間と対等だと心底から思っており、そのためシグナルから「（人間を憎むアトランダムにも）お前みたいな弟がいればよかった」と言われている。
音井信之介（おとい しんのすけ）
声 - 大塚明夫
信彦の父方の祖父であり、シグナルの製作者。世界で初めてHFRの開発に成功するなど、その功績は「ロボット工学界未曾有の天才」と評されるほど。現在は半隠居。シンクタンク・アトランダムの付属大学である「シンガポール・アトランダム工科大学（SINA-TEC）」にて教鞭を執っていた事から「音井教授」とも呼ばれる。現在はロボット工学者だが、もともとの専門は素材工学で優れたマイクロソルダリングの技術者でもある。ロボットプロレスマニアで、シグナルを出場させることも夢みていたが、戦闘型でないオラトリオが楽に優勝してしまったことから、アトランダムナンバーズは総じて出場禁止令が下ってしまった。シンガポール時代に妻をシンクタンク爆発事故で失っている。妻との年の差は8歳もあり、高校生と小学生の時からのつきあい（といっても、信之介にとっては子供の言うことと軽く流していた）であることから、クリスから「ロリコンだ」と言われている。
クリス＝サイン
声 - 天野由梨
ロボット製作者見習い。肩ほどまでの赤毛を持つアメリカ人。シグナルを倒しに来たが返り討ちにされ、その後は音井信之介の下で助手として居候している。アメリカを拠点とする世界規模のコングロマリット「サイン財閥」の令嬢で、年の離れた兄と姉がいる。天才美乙女を自称している（はじめは「少女」と言っていたが、17歳はもう少女ではないのではというようなツッコミを読者から受けた）が、実は信彦と同じ年の頃には既に大学を卒業し、さらにロボット工学の勉強も始めていたという本当の天才。しかし、天才ともてはやされ過ぎた結果、最初はロボットを毛嫌いしていた。だが、あることを機に改造前のパルスに初恋をし、それにより10歳の頃よりロボット工学について学び始める。改造後のパルスとは少々そりが合わないらしい。リュケイオン編では同行しなかった音井教授に代わりパルスの整備を担当。音井家に居候して以来実家には帰っておらず、ほぼ家出同然とも言える。小説版では「足を踏み入れたら最後、強制的に連れ戻される」という理由でアメリカ行きを拒んでいる描写がある。
音井正信（おとい まさのぶ）
声 - 二又一成
信彦の父で、信之介の一人息子。信之介と同じくロボット工学者でSINA-TECの助教授。「若先生」とも呼ばれる。特にソフトウェア方面に強い。若き頃は名うてのハッカーとしても活躍しており、その腕は現在も衰えを見せず、その腕からシンクタンク・アトランダムでは情報統括部門の局長の地位にいる（シンクタンク・アトランダム編にて就任。それまでは遊学目的で世界中の研究機関を夫婦で渡り歩いていた）。自身による単独のロボット開発は行っていないためにもっぱら改造専門の学者であり改造魔人の二つ名をほしいままにしている。特にパルスを改造しまくった張本人であり、パルスからは「あの人は苦手」だと思われている。
35歳だが、見た目は非常に若く、特に海外では大学生にまで間違われている。そのため、視力がいいにも関わらず、わざわざ伊達眼鏡をかけるほど。シグナルとパルスのモデルであり、そのためクイーンやクイックにも面影が残っている（信彦は母親似であるため、実子とは似ていない）。
10歳で母を亡くし、父子家庭となる。12歳で出会ったカルマのことは兄のように思っており、カルマの設定年齢が21歳であるため年齢が逆転した今でも、その関係は続いている。アトランダムによって操られ、大怪我を負わされたこともあるが、カルマが自己嫌悪に陥ったのに比べ、正信自身は全く気にしていない。なお、信彦同様、正信もカルマに敬称はつけず、呼び捨てているが、「カルマは僕の兄さんだからね」と断言している。
14歳でギアが暴走した時、自分の責任だからと父親の反対を押し切って、決着をつけようと1人で走り出す。その際、追ってきたカルマとの間に「自分が壊れたら、機能を停止する」という約束をした。一度はギアに殺されかけるも、最終的には勝利。決着後、信之介には散々叱られ、「自分のかわりは誰もいない」ことを思い知らされる。
かなり忘れっぽく、そのことで信彦を怒らせたりもするが、最後には自分と同じことをした信彦を「親」として諭した。
音井みのる（児玉（こだま）みのる→みのる＝カシオペア＝児玉）
声 - 兼子由利子（ドラマCD vol.1）、緒方恵美（ドラマCD vol.2～5）、西原久美子（ラジオドラマ）
信彦の母。感情を持つロボットが社会に浸透するに従って発展したロボット心理学が専門。幼い頃にシンクタンク爆発事故に巻き込まれて両親を失い、それを原因とした火炎恐怖症のPTSDを患う。このため、現在でも調理などの家事ができない（しかし火を使わない器具を使用しての調理ならば可能）。その後、Dr.カシオペアに養女として引き取られる。そしてこの爆発事故の唯一の生存者。一見天然でぽえぽえしたように見える癒し系だが、その実、非常に鋭い感覚の持ち主。学者肌な面もあり、シグナルと他のロボットたちの言動の差を「おもしろい」と真顔で観察していたこともある。
36歳だが、夫同様、非常に若い見た目の持ち主。「もう1人産めばよかったかな」と冗談めかして言った際に、クリスから「遅くないんじゃない」と突っ込まれていた。
引き取られた先で出会ったコードとエモーションとは、妹の同然に可愛がられていた。信彦同様、それぞれ「コード」「エル」と敬称はつけずに呼ぶが、今でも兄姉として慕っている。
夫婦仲は良好。お互いに「さん付け」しあっている。一般人からややずれたところも似ており、OVAではトッカリタウンでの騒動を尻目に、2人で旅行を楽しんでいたこともある。
音井詩織（おとい しおり）
信之介の妻。かつてのシンクタンク爆発事故で死亡。故人なので回想シーンがメイン。信之介を押しかけ女房どころか引きずりまわす強引さと、小学生の頃から想いを貫く一途な性格。
信之介の8歳年下で、小学生の頃から高校生の信之介に対し「信兄ちゃんのお嫁さんになる～」と言い続け、18の誕生日にいきなり「かねてからの約束通り、結婚していただきます！」と宣言した。その際、未成年の婚姻には親の同意が必要だと諭され、両親に結婚を宣言するも、突然すぎる上に信之介も多忙な身なのだからという冷静な正論を「理解のない反対意見」だと勝手に解釈し、信之介の海外赴任を強引に駆け落ちと位置づけ、結婚した。なお、彼女の両親は「言い出したら聞かない子だけど、どうかよろしく頼む」と信之介に謝罪の電話をかけており、実質駆け落ちだと思っていたのは、詩織だけである。
息子に惚気る母親であり、正信からは「（信之介に）女が出来たら絶対に化けて出てくる」と言われている。どんな言語も聞いただけで会話できる"砂の耳"の能力を持つ。なんだかんだで信之介も彼女にベタ惚れであり、トッカリタウンの近くにある墓へは、命日だけでなく誕生日にも花を供えに行っている。
Dr.カシオペア（マーガレット＝クエーサー＝カシオペア）
両親が設立したシンクタンク・アトランダムを弟と共に継ぎ、その発展に尽力した。優れたロボット工学者で同時に心理学者でもあり、信之助と同じく「ロボット・プログラミングの母」という二つ名を持つ（ロボット心理学および通常の心理学の双方を専門領域として扱う）。音井信之介の上司であり、ロボット感情プログラミングの権威。ロボット心理学の創設者の一人でもある。現在は引退。シンクタンク爆発事故で夫と子を失い、その事故の唯一の生存者だったみのるを養子として引き取り、育てる。そのため、信彦にとっては義理の祖母にあたる。若い頃の目の鋭さは知性と共にクエーサーとの近似を伺わせる。
Dr.クエーサー（エリオット＝ステイシー＝クエーサー）
Dr.カシオペアの弟で、シンクタンク・アトランダムの総帥。気難しい性格で、ロボット製作の腕は確かながら、ロボットを道具としか捉えておらず、冷酷。人間に対しても一種の「観察対象」としてしか捉えられず、いわゆる無感動・無関心の塊で、度を越えて強烈な虚無主義者（ニヒリスト）である。アトランダム事件以降、様々な疑惑を抱かれている中で自宅研究所が爆発、【A-Q QUANTUM】の4体を残して死亡する。戸籍上、信彦の義理の大叔父。
Dr.ハンプティ（ジョルジオ＝ハンプティ）
音井信之助と同時代のシンクタンク・アトランダムのメンバーで【A-M-1 MESSAGE】メッセージの製作者。豪快で陽気な性格で、イタリア物好きなドイツ人。周りからはこの名や英名のジョージと呼ばれるが、本名は「ゲオルグ＝アイシュタント」で、ハンプティは屋号（苗字をバラすと「卵」、「立つ」となる）。登場しないが、3人の子持ちであり、家での子供の面倒はメッセージに任せているらしい。
Dr.マリア（マリア＝プルニエ）
同じく音井信之助と同時代のシンクタンク・アトランダムのメンバーで、中国かぶれの明るい性格。【A-N Ni-hao】ニイハオの製作者。最新型のシグナルの性能を見たいため、ニイハオと対戦させたが、シグナルがフェミニストだと知らなかったため、事実を知った彼を盛大に慌てさせてしまったことがある。ニイハオがクイックに壊されかけた際には、泣いて取り乱したが、治った彼女のことは無茶をするなと叱ったらしい。
コンスタンス＝サイン＝金（コンスタンス＝サイン＝キム）
声 - 勝生真沙子
音井正信の大学時代の後輩。また、親子ほど歳の離れたクリス＝サインの実姉で、妹には容赦がない。【A-R RAIDEN】雷電の製作者。子育てに多忙な2児の母親。マリエルの内気な性格をなおさねばと奮闘するも、実際にはかなりの過保護で心配性。先輩として正信をいちおうは慕っているものの、信彦と対面した際に「お母さんに似てよかったわね～」と正信の目の前で堂々と本音をぶちまけた。
マリエル＝サイン＝金
声 - 本井英美
コンスタンスの娘。9歳。内気で恥ずかしがり屋な性格。ロボットが大好きで、いつも一緒にいる雷電が一番好き。エプシロンを気に入り、海上都市リュケイオンではほとんど抱きしめていた。またフラッグも気に入り、こっそり持ち帰ろうとしたこともある。家ではよく弟テリエル（テリー）にいじめられては泣いている。リュケイオンで信彦と出会い、友達になる。
アーシュラ＝アプサラス＝ハンプティ
音井信之助と同時代のシンクタンク・アトランダムの元メンバー。在籍時は研究棟の主任を任されていた。Dr.ハンプティと結婚し、3人の女児をもうける。なお、当人はこの名で自己紹介しているが、上述のDr.ハンプティの項の通り「ハンプティ」は屋号の為、正式な本名ではない。

#### その他の人々
荒谷晶巡査（あらや あきら）
トッカリタウン警察署の警察官。巡査ロボットたちの面倒を見ている女性。
真城守巡査（しんじょう まもる）
声 - 森川智之
トッカリタウン警察署に新規配属された巡査。かなりの熱血漢で、ベアトラップに縄をつけた「投げベア」を武器としている。ロボット嫌いで、特にHFRを「からくりカカシ」「人真似カカシ」と呼び、身近にいるシグナルを目のカタキにしている。しかし、シグナルとパルスを見間違えたり、正信をシグナルたちと間違えたり、ラヴェンダーをロボットと見抜けなかったりなど、見る目はあまりない。
荒谷光（あらや ひかる）・懸田（かけた）・関根新吾（せきね しんご）
信彦のトッカリタウンでの小学校の同級生。荒谷光はトッカリタウン警察署・荒谷巡査の妹。懸田は信彦の隣席でクラス委員長。関根新吾は悪友。信彦同様、ロボットと人間の違いを気にしない子供たち。
江神美咲（えがみ みさき）
信彦のトッカリタウンでの小学校の同級生。ただし「体が弱い」という触れ込みのため、めったに学校には来ない。町外れの森の洋館に父親と暮らしている。実は父娘揃って吸血鬼。ちびシグナルがとってもお気に入りで、チャンスがあれば奪って逃げようとまでする。目の前でちびがシグナルに変わっても認識しない。両親の不仲が原因で母親とは別居。母親は幽体離脱体質の持ち主で、オバケ嫌いのシグナルにとっては脅威の一家である。
ロイ・マチス
信彦の通う小学校の校長。クリスの叔父。スキンヘッドにコサック帽を被り、サングラスをかけている。さまざまな物品のコレクターで生徒校則違反品の没収を趣味としている。最近のハマりはロボットというわけで、最新のHFRであるちびシグナルを自らのコレクションに加えようと、虎視眈々と狙っている。シグナルの方は人間として認識しており、信彦の実兄だと思っている。
ロイの娘
まだ幼児だが、悪気なく余所の家に爆弾を仕掛ける爆弾魔。またイケメン好きでシグナルやパルスがお気に入り。対象外である信彦は粗雑に扱われており、「あんな妹はいらない」と言われた。
内海医師（うつみいし）
信之助の友人の医者。注射マニア。
梅小路星麿（うめこうじ ほしまろ）
声 - 龍田直樹
通称・梅ぼし博士。信之助が日本の大学にいた頃の同期。信之助に様々な嫉妬をし、挙句の果てにパルスを盗み出してシグナルを壊そうとした。卑怯な手段を当たり前に使うため、自身がつくったフラッグにさえ、呆れられている。真城巡査に逮捕される。

### その他のロボット
ひの1号・ふの2号・への3号
声（への3号） - 松井摩味（ドラマCD vol.1）、草地章江（ラジオドラマ）
製作者＝音井信之助
トッカリタウン警察署に勤務する小人型ロボットたち。ひの1号が隊長で、ふの2号とへの3号の3名。人型だが、その基本構造と使用電脳は【A-H HARMONY】と全く同じであり、アトランダムナンバーではないが彼らはハーモニーの弟である。そのためハーモニーの事を「はの0号」と呼称する場合もある。家事ロボットとして幼少期の正信と過ごしていた時期があり、その頃の【A-K KARMA】とも面識がある。
ペンギン（仮名）
製作者＝音井信之助（予測）
音井ロボット研究所にいる謎のペンギン。ロボットと推測される。コップ持ちから掃除のお手伝いまで色々こなし、さりげなく画面に登場している。複数体が登場。
エプシロン
製作者＝クリス＝サイン
クリスが（教授に無断で材料を使って）創った遮光器土偶型ロボット。初期起動時の暴走によって町を破壊し、シグナルを再起不能寸前にまで追い詰める。しかし、MIRAの機能によってバージョンアップを果たしたシグナルに全壊させられた。その後クリスによって残ったかけらを寄せ集めて小さなロボットとして生まれ変わった（これをきっかけとして教授からクリスに「ロボット製作禁止令」が出されて材料を使わせてもらえなくなったため）。たまに喋る。
フラッグ
声 - 山内陽子
製作者＝梅小路星麿
梅ぼし博士によって創られたパルスのサポートロボ。小さな四足動物型で、羽を持ち空を飛ぶ。関西弁。生みの親が捕まった後も音井家にてパルスのサポートロボとして相方を務める。
コピちび・バグちび
製作者＝音井信之助
コピちびは音井教授によって作られた複製マシーン「コピ太郎君」によって101匹（タイトル談）に増幅してしまった、チョコレート悪酔い状態のちびシグナル。バグちびはバグプログラム削除の為に電脳空間へ擬似ダイブした信彦とクリスが見た、表面化したバグプログラム。どちらも初期の頃に登場。
コピちびは一体一体性格が異なり（ガラは悪い）、【A-S SIGNAL】シグナルのちびシグナル状態と同じ内部構造をしている（ただし、素材と動力のMIRA・SIRIUSを搭載していない為に変形は不可能）。
両ちび共一話限りの登場で、その後については公式資料（後期バージョン）では追求していない。
クイック
製作者＝Dr.クエーサー及び【A-Q QUANTUM-QUIET】クオンタム＝クワイエット
本来ならばシグナルのコピーロボット【A-Q QUANTUM-QUICK】として製作されるはずであったロボット。しかしシグナルが最新型であり情報が少ない事、MIRAやSIRIUSといったDr.クエーサーでも手に入れることができない特殊素材が使われているなどの関係から、一部の部品とプログラムの断片のみが製作され、Dr.クエーサーの死と同時にそのまま開発放棄されるはずだった。それを哀れに思ったクワイエットによって何とかHFRの形に見えるように製作される。そのため、彼は正式な【A-Q QUANTUM】ではなく、自らがクオータおよびDr.クエーサーに認められ【A-Q QUANTUM】となれる事を夢見る。そのために【A-N Ni-hao】ニイハオを破壊した。
性格は「無邪気なわんぱく小僧」であり、その「無邪気ゆえの残酷」によって善悪の判断をつける事ができずに【A-Q QUANTUM】による様々な非道行為に加担する。
ボディのスペックは当然ながらシグナルに遠く及ばず、ニイハオより少し強い程度である。そのため、ニイハオ破壊後に、シグナルに徹底的に負けてしまい、クイーンから小馬鹿にされるが、落ち込んだのは僅かであり、立ち直りは早かった。
クリスにかすり傷を負わせたこともあるが、知識不足から「人間はすぐに治る」と思ってのことであり、全く悪気はなく、後にクリスから激怒された時には素直に謝るなど、自身の未完成さを恥じる面もある。
クイーンに攫われてきたエララと仲良くなり、クワイエットとエララが壊れかけた時には、自身に刃を向けるカルマに縋って嘆願した。幼い子供そのままの様子に、カルマからは「クオンタムのイメージと違う」と思われている。最終的には、シンクタンクに引き取られており、外伝では信彦と一緒にいるシーンがある。

## 用語
- 【MIRA】ミラ ― 正式名称：「Metalomorph of Inner-Reflexive Articulation＝内帰性調律鉱態」

金属でありながら、特定の刺激によってゴム状・光ファイバー状など様々な非金属的形態変化を起こすことができ、自身で情報の蓄積も行う物質。音井信之介によって発見・命名された。作中で使用されている、またはされる事になる機体は【A-S SIGNAL】シグナル、【A-A ATRANDOM】アトランダム、【A-C CODE】コードの3機。形態変化を起こすその特性から、自己修復や機体の縮小・拡張、さらには融合までできる。シグナルが“ちび”に変形できるのもMIRAのこの特性のため。また、MIRA自体が情報を蓄積する事ができる為、ロボット本体の電脳に格段の容量が確保されるメリットも生まれ、ロボットの電脳に「無意識」まで作り出す事も可能。この様に、その性能には目を見張るべきものがあるが、未だ解明されていない部分が多く、取り扱いには依然慎重を規する必要がある。
- ＜ORACLE（オラクル）＞

声 - 真殿光昭
学術研究機関専用情報管理ネットで、運営は会社の形態を取っている。利用には登録制が取られている分、量・質共に世界最高水準の情報が管理されているが、それ故に違法な侵入者（ハッカー・クラッカーの類）が後を絶たず、初期は何重ものバリアやファイアウォールを張っていてもしばしばシステムダウンが起こるほどだった。後に＜ORACLE（オラクル）＞の管理を行う同名の空間統御プログラムには、＜ORACLE（オラクル）＞内の電脳空間に限られるが他のロボット人格プログラムとの接触が可能な環境が整えられ、より自由な行動が許可されるようになった。これと同時に同型の電脳でリンクし合う＜ORACLE（オラクル）＞のスペア機兼対ハッカーのガーディアンが製作されて（ただし、その存在は公式には明かされていない）その機能を補助しており、管理体制が飛躍的に強化された。
同名の空間統御プログラムの“人格”は基本的に温厚で穏やか。ただ、機能の性質上、ハッカーに対してトラウマを抱えたり、外部世界の実状については疎かったりしている。また、電脳空間上のグラフィックはオラトリオと瓜二つであるが、性格などの違いからか、特別4コマではシグナルに「似てない」と言われている。
- 【SIRIUS】シリウス ― 正式名称：「Siliconoid Regenerator by Integrated Unisonous Solar-rays＝斉調化陽光群の収束による珪素質性動力再生晶体」

光を吸収し、エネルギーに変換する結晶。その製作には高度な技術と膨大な時間が必要とされ、取り扱えるのは発明者の音井信之介ただ一人。動力炉に利用されているロボットも【A-S SIGNAL】シグナルのみである。
- 頭脳集団（シンクタンク）・アトランダム

「より人間に近い高性能ロボットの開発」を目指して設立された研究機関で、少なくとも70年近くの歴史を誇る。本部はシンガポール。設立初期の製作は失敗の連続で、本来あってはならないはずのロボットの暴走や、多数の死傷者が出る大規模事故などの苦い歴史を残す事となる。しかし、長年の研究による技術力の向上や優秀な人材の加入などによって、完全な人間形態ロボット・HFR（ヒューマンフォーム・ロボット）の開発にも成功。作中の時代ではHFRの人間社会への適応や商業利用も行うまでに至っており、ロボット開発に関しては世界最高峰の技術を有するようになった。それ故、ロボット製作のノウハウを糧にロボット製作以外のプロジェクトも手掛ける事もある。公的機関ではなく、Dr.クエーサーの両親によって創設された民間企業。併設された大学と共に、世界的にも高い知名度を誇る。
ロボットの企画・製作の流れとしては、外部からの要請を受けて、あるいは研究者個人もしくは複数人によって立案された企画がアトランダム内での承認を受けた後、一部の例外を除いて【A-A】、【A-B】というようにアトランダムの頭文字「A」のナンバーと、Aから承認された企画の順にアルファベットが付けられたプロジェクト名が付けられてから製作に入る。製作されたロボットのコードネームにはこのプロジェクト名がそのまま付けられ、ロボットの正式な呼称もこのアルファベットを頭文字としたものとなる。また、完成したロボット達は「A（アトランダム）ナンバーズ」と呼ばれる。
- 音井ブランド

ロボット工学者・音井信之介によって製作されたHFRの総称であり通称。主には【A-L】【A-O】【A-P】【A-S】の四体を指し、これに含まれるHFRは例外なく優秀なロボットであると評価されている。音井信之介は【A-H】及び【A-K】の製作にも関わっているが、これらは頭脳集団・アトランダムの主幹プロジェクトとして結成された複数の製作者によるチームでの製作であるため、音井ブランドには含まれない。時折、複数形となり音井ブランズと呼称される事もある。
- 海上都市リュケイオン

科学の粋を凝らして海上に設立された一都市。都市開発のプロジェクト発足と同時に、同都市をコンピューター制御するためのHFR、【A-K KARMA】の開発およびリュケイオンとのリンクを30年以上の月日をかけて行う。ロボット博覧会の開催を機にその都市機能を開始し、頭脳集団（シンクタンク）・アトランダムの本部もリュケイオンに置かれるはずだったが、とある騒動により博覧会は中止、計画は全面的に凍結してしまう。一時は【A-L】の名を冠す同名のサポートロボットの製作も計画されたという情報があるが、結局、機能制御は【A-K KARMA】に委ねられる事となった。

## 漫画
- TWIN SIGNAL（全19巻・スクウェア・エニックス刊）
- TWIN SIGNAL外伝 呪われし電脳神（全2巻・スクウェア・エニックス刊）
- TWIN SIGNAL≪文庫版≫（全11巻・朝日ソノラマ刊）

英語版も発行されている。

## 小説
著者:北条風奈
- ツインシグナルVol.1 危険の標的
- ツインシグナルVol.2 仮想の未来
- ツインシグナルVol.3 囚われの賢者
- ツインシグナルVol.4 遥かなる都市の歌 上
- ツインシグナルVol.5 遥かなる都市の歌 下
- ツインシグナルVol.6 時の彼岸
- ツインシグナルVol.7 電子の陽炎 上
- ツインシグナルVol.8 電子の陽炎 下
- ツインシグナルVol.9 遡上する時
- ツインシグナルVol.10 未来の始まり

## ドラマCD

### 少年ガンガン コミックCDコレクション
- TWIN SIGNAL ［VS PULSE］
- TWIN SIGNAL Vol.2 ［アトランダム始動］
- TWIN SIGNAL Vol.3 ［戦いの果てに…］
- TWIN SIGNAL Vol.4 ［電脳の迷宮］
- TWIN SIGNAL Vol.5 ［導きの手］

## CD
- TWIN SIGNAL -SOUND THEATER-

ラジオガンガンで放送されたドラマと、大清水さち原案「レトロパルス～未来のための時間～」が収録されている。
- TWIN SIGNAL -THE ORIGINAL SOUNDTRACK-

## アニメ
OVAとして全3話が発売された。1996年09月21日にVHS版が全3巻、2001年12月19日に同内容でDVD版が発売。
キャスト
- 音井信彦：松本梨香
- シグナル：結城比呂
- ちび：大谷育江
- 音井信之介：大塚明夫
- クリス・サイン：天野由梨
- エララ：白鳥由里
- 真城巡査：森川智之
- への3号：草地章江
- 音井正信：二又一成
- 音井みのる：西原久美子
- 梅小路星麻呂：西川幾雄
- A助：小野坂昌也
- B助：くじら
- フラッグ：豊島まさみ
- パルス：子安武人

スタッフ
- 原作 - 大清水さち
- 監督 - 曽我部孝
- 脚本 - 山下久仁明
- キャラクターデザイン・総作画監督 - 佐々木敏子
- 美術監督 - 加藤浩
- 色彩設計 - 木村早苗
- 撮影監督 - 宇津畑隆
- 音響監督 - 千葉繁
- 音楽 - 鈴木豪
- プロデューサー - 林美千代、五十嵐智之
- 制作協力 - 東京キッズ
- 制作 - 西国晃、藤家和正
- 製作・著作 - テレビ東京、ソニー・ミュージックエンタテインメント

主題歌
オープニングテーマ「Truth」
作詞 - 別所悠二 / 作曲・編曲 - 松ヶ下宏之 / 歌 - Bluem of Youth
エンディングテーマ「なんとかなるよ」
作詞 - 只野菜摘 / 作曲・編曲 - ZAKI / 歌 - 草地章江